# Малый мюнстерлендер
Малый мюнстерлендер (нем. Kleiner Münsterländer) — универсальная порода охотничьих подружейных собак, сформировавшаяся в XIX веке в районе немецкого Мюнстера. Имеет разных предков с большим мюнстерлендером и не является родственной ему породой. Малые мюнстерландеры напоминают одновременно спаниелей и сеттеров, но более универсальны при охоте на суше и воде. Они признаны большинством международных кинологических организаций.

## История породы
Малый мюнстерлендер признан Международной кинологической федерацией, относится к седьмой группе, секции 1.2 континентальных спаниелей и поинтеров. Частично признан Американским клубом собаководства в реестре поголовья чистокровных собак, однако пока не имеет права на регистрацию родословных в АКС. Английский клуб собаководства и Объединённый клуб собаководства признают мюнстерлендера и относят к группе подружейных охотничьих собак. Они являются родственниками французского спаниеля.

## Внешний вид
Рост кобелей в холке — 52—56 см, сук — от 50 до 54 см. Вес — 18—27 кг, кобели крупнее сук. Сильный и гармоничный корпус среднего размера, демонстрирующий сбалансированные пропорции, стать и элегантность. В стойке очертания собаки плавные с нарядным хвостом, параллельным земле, завершающим силуэт. Собака должна выглядеть сильной и уравновешенной, голова утончённая с чётким очертаниями. Передние ноги с богатыми очёсами, задние ноги с пушистыми «штанами». Шерсть средней длины, блестящая, плотная, прямая или слегка волнистая. Движения изящные, размашистые, с хорошим толчком и вымахом. Окрас малого мюнстерлендера — крупные коричневые пятна на крапчатом или сплошном белом фоне.

## Особенности породного поведения
Малый мюнстерлендер — порода собак, известная своим высоким интеллектом, обучаемостью и внимательностью. Однако их дрессировка требует терпения, последовательности и решительности со стороны владельца, чтобы избежать конфликтов с собакой. В процессе обучения охотничьим навыкам используются как голосовые команды, так и жесты. Во время охоты малый мюнстерлендер часто «сверяется» с проводником, согласовывая свои действия. У этих собак сильно развит охотничий инстинкт, и они стремятся порадовать хозяина успешной охотой.

### Характер и поведение
Малые мюнстерлендеры — активные и энергичные собаки, которые нуждаются в регулярных физических и умственных нагрузках. Без достаточной активности у них может развиться нежелательное поведение, характерное для высокоинтеллектуальных пород. Эти собаки прекрасно чувствуют себя в семье, оставаясь ласковыми и преданными питомцами, но при этом сохраняют фокус и управляемость на охоте.

### Условия содержания
Малые мюнстерлендеры не подходят для жизни в вольере или питомнике из-за своей общительности и сильной привязанности к человеку. Им необходимо жить в доме вместе с семьёй. Часто они выбирают одного человека, с которым устанавливают особенно тесную связь. Обычно это тот, с кем они охотятся, но они также могут наслаждаться обществом всех членов семьи.

### Совместимость с другими животными
При правильной социализации малые мюнстерлендеры могут мирно сосуществовать с другими домашними животными, включая кошек. Однако из-за сильного охотничьего инстинкта важно проводить дрессировку и контролировать их поведение.

### Физические особенности
Малые мюнстерлендеры — отличные пловцы, что выделяет их среди других короткошёрстных охотничьих пород. Их физическая активность и выносливость делают их идеальными компаньонами для охоты и длительных прогулок.

## Здоровье
Племенные организации, ответственные питомники и владельцы отстаивают здоровье породы. Программы разведения в подавляющем большинстве случаев очень избирательны и не используют собак без проверок суставов, зрения, генетических заболеваний и тестов темперамента. В результате случаи врождённых заболеваний и генетических болезней крайне редки. Порода отличается крепким здоровьем с редкими проблемами, за исключением сухости кожи в холодном климате и отита при попадании воды в уши после плавания.

## Распространение породы
Малый мюнстерландер — редкая порода в Соединенных Штатах, насчитывающая около двух тысяч собак. Спрос среди охотников превышает количество доступных собак, поэтому заводчики обычно отдают им предпочтение. Эту породу редко заводят люди, не занимающиеся охотой, однако и они обязаны пройти тестирование собаки в полевых условиях и сделать необходимые проверки здоровья.
Малый мюнстерлендер более популярен в Германии, Бельгии, Нидерландах, Дании и Чехии. Их разводят, обучают и тестируют в соответствии с высокими стандартами, чтобы поддерживать исключительное качество и универсальность породы. Из-за очень низкой распространенности, маленького поголовья и высоких стандартов племенных организаций, питомники и владельцы очень требовательны к здоровью породы. Программы разведения в подавляющем большинстве случаев очень разборчивы в подборе пар. Для допуска в разведение требуются обязательные проверки OFA / Penn Hip, CERF и тест темперамента. В результате такой продуманной работы заводчиков, случаи врожденных заболеваний крайне редки.
В Великобритании порода все ещё очень редкая. Однако, она признана Кеннел-Клубом как импортированная порода в 2006 году, но пока не слишком распространена в британском охотничьем сообществе.